# Puerto Libertador
Puerto Libertador är en kommun i Colombia.   Den ligger i departementet Córdoba, i den nordvästra delen av landet, 400 km nordväst om huvudstaden Bogotá. Antalet invånare är 35 186.